# BAWAG-Affäre
Als BAWAG-Affäre (auch BAWAG-Skandal oder Causa BAWAG) werden die im März 2006 bekannt gewordenen Verlustgeschäfte der österreichischen Bank für Arbeit und Wirtschaft AG (BAWAG) bezeichnet.
Die BAWAG-Affäre führte zum Rücktritt von ÖGB-Präsident Fritz Verzetnitsch und dem BAWAG-Aufsichtsratsvorsitzenden Günter Weninger. Die neue Gewerkschaftsspitze um Rudolf Hundstorfer entschied sich, die BAWAG zu verkaufen. Der Totalverkauf der Gewerkschaftsbank war allerdings vorerst innerhalb des ÖGB umstritten. Da im Zuge des BAWAG-Skandals aber eine Verschuldung des österreichischen Gewerkschaftsbundes (ÖGB) von über 2 Milliarden Euro verursacht wurde, musste die BAWAG zur Gänze an den US-Fonds Cerberus Capital Management verkauft werden, um eine Insolvenz des ÖGB zu vermeiden.

## Refco-Kredite und Refco-Beteiligung
Im Oktober 2005 gewährte die BAWAG Phillip Bennett, damals Chef des Derivatehändlers Refco, einen Kredit von über 350 Millionen Euro, nur wenige Tage bevor Bennett wegen Bilanzfälschung verhaftet wurde und Refco Gläubigerschutz anmeldete. Als Sicherung akzeptierte die BAWAG von Bennett etwa 34 % Aktien an Refco. Das an die Firma Refco geliehene Kapital beträgt 10 % des Kapitals der BAWAG.
Nach Bekanntwerden des Kredits und der Refco-Pleite wurde Kritik am Vergabeverfahren laut. Die Finanzmarktaufsichtsbehörde kündigte daraufhin eine mehrwöchige Sonderprüfung an. Im November 2005 trat der Vorstandsvorsitzende Johann Zwettler trotz eines bis 2007 laufenden Vertrags zurück, um wieder Ruhe in die Bank zu bringen. Nachfolger wurde Ewald Nowotny, der unter anderem vier Jahre lang Vizepräsident der Europäischen Investitionsbank gewesen war.
Am 24. April 2006 wurde bekannt, dass der BAWAG von den Gläubigern des zusammengebrochenen US-Brokers Refco eine Milliardenklage bevorstehe. Sie beschuldigten die Bank, die Bilanzmanipulationen von Refco unterstützt zu haben. In einer ersten Klageschrift bezichtigten sie die Bank der Mithilfe zum Betrug, forderten 1,3 Mrd. Dollar und beantragten, das US-Vermögen der Bank einzufrieren. Selber sah sich die BAWAG als Opfer eines Großbetruges und wies alle Vorwürfe zurück. Sie bot dennoch den Refco-Gläubigern einen außergerichtlichen Vergleich an und begründete das mit den hohen Kosten einer lang dauernden gerichtlichen Auseinandersetzung in den USA und mit den negativen Folgen einer fortgesetzten negativen Medienpräsenz.
Am 5. Juni 2006 wurde der nach wochenlangen Verhandlungen zustande gekommene Vergleich zwischen der BAWAG und den Refco-Geschädigten offiziell bestätigt. Die Bank musste 683 Millionen US-Dollar an die Gläubiger und Aktionäre des insolventen US-Finanzhauses Refco zahlen. 75 % davon bekamen laut „Wall-Street Journal“ die Gläubiger. Der Rest floss an Aktionäre, US-Behörden und in einen Opferfonds. Darüber hinaus verzichtete die BAWAG auf alle Forderungen aus dem knapp vor der Refco-Insolvenz gewährten Kredit von 454 Millionen Dollar. Es wurde auch vereinbart, 30 % des über 1,8 Milliarden Euro übersteigenden Verkaufserlöses der BAWAG den Refco-Opfern zu bezahlen. Dieser variable Teilbetrag war laut Vertrag mit 200 Mio. Dollar begrenzt. Dazu kamen noch die Honorare der US-Anwälte. Insgesamt kostete der BAWAG-Refco Vergleich 1,334 Milliarden US-Dollar, das sind nach dem zum Vergleichzeitpunkt gültigen Wechselkurs etwas mehr als eine Milliarde Euro. Damit hat sich die Bank von der angedrohten Milliardenklage freigekauft. Die Bilanz per 31. Dezember 2005 konnte erstellt werden und der angestrebte Verkauf der Bank wurde möglich. Am 30. Juni 2006 genehmigte der zuständige Konkursrichter in New York den ausgehandelten Vergleich mit den Gläubigern und Investoren von Refco, der damit rechtsgültig wurde.

## „Karibik-Geschäfte“
Im März 2006 gab die österreichische Finanzmarktaufsichtsbehörde bekannt, dass auch die hoch riskanten „Karibik-Geschäfte“ der BAWAG, die im Zuge der Ermittlungen des Refco-Kreditdebakels bekannt wurden, einer Prüfung unterzogen werden.
Bei den so genannten „Karibik-Geschäften“ handelte es sich um riskante Veranlagungen, vor allem in Form von Zins- und Währungs-Swaps in beträchtlicher Höhe. Schlüsselfigur dabei war Wolfgang Flöttl, ein in den USA als Investmentbanker tätiger Sohn des ehemaligen BAWAG-Generaldirektors Walter Flöttl. Über Wolfgang Flöttl wurden diese Deals in erster Linie abgewickelt. Im Zuge dieser Geschäfte und besonders bei der Verschleierung der eingetretenen riesigen Verluste gründete man Briefkastenfirmen, die unter anderem auf als Steueroasen bekannten Karibikinseln, speziell in Anguilla, ihren Sitz haben.
Das österreichische Nachrichtenmagazin News veröffentlichte in seiner Ausgabe vom 22. Juni 2006 einen umfangreichen Prüfungsbericht der Bankenrevisionsabteilung der Österreichischen Nationalbank vom 3. Mai 2006. Darin wird die aktuelle Höhe der Gesamtforderung gegen Wolfgang Flöttl, die vermutlich mit dem Verlust aus den „Karibik“-Geschäften ziemlich gleich ist, mit 1,9 Milliarden Euro angegeben. In den Jahren von 1995 bis 2001 wurde diese Summe an Wolfgang Flöttl in Teilbeträgen zur Veranlagung übermittelt und von diesem samt und sonders bei den Zins- und Währungsspekulationen „verzockt“. Die Nationalbankprüfer vermerken in ihrem Bericht: „Es stellt sich in diesem Zusammenhang die grundsätzliche Frage, wie wahrscheinlich es ist, dass ein erfahrener Portfoliomanager wie Wolfgang Flöttl über Jahre hindurch jedes ihm anvertraute Geld in den Totalverlust führt“. Bislang ist trotz aller Recherchen der Verbleib dieser BAWAG-Gelder ungeklärt und die mangelnde Fortüne von Wolfgang Flöttl geradezu verdächtig schicksalhaft. Es sei nicht auszuschließen, dass Beträge an Dritte geflossen sind.
Von 1998 bis zum Sommer 2005 wurden die Milliardenverluste nicht in den Geschäftsberichten der BAWAG ausgewiesen, sondern, weltweit verstreut, in Briefkastenfirmen und Stiftungen versteckt. Die Verluste wurden als Schuldverschreibungen an Gesellschaften verkauft, die im Umfeld von BAWAG und ÖGB eigens dafür gegründet wurden. Gleichzeitig erhielten die Gesellschaften von der BAWAG Kredite, um die Schuldverschreibungen kaufen zu können. So konnten die Verluste als werthaltige Forderungen in der Bilanz getarnt werden. Um die Herkunft der Geldflüsse zu verschleiern, wurden bei Überweisungen immer wieder Stiftungen zwischengeschaltet.
Alle internen Kontrollorgane der BAWAG wurden vom Vorstand systematisch ausgeschaltet oder umgangen. Den Prüfern der OeNB liegen Protokolle über die so genannten Sonder-Vorstandssitzungen zu diesem Thema vor, in denen mehrmals vermerkt ist, dass die Sitzungsteilnehmer von Generaldirektor Helmut Elsner angewiesen wurden, nach allen Seiten Stillschweigen zu bewahren – ausdrücklich auch gegenüber dem Aufsichtsrat, den Aktionären und damit auch der Bayerischen Landesbank. Der Aufsichtsratsvorsitzende Günter Weninger schloss sich diesem Vorstandsbeschluss stets vollinhaltlich an.
Anfang 2001 äußerten einige Vorstandsmitglieder die Absicht, die Bilanz 2000 unter den gegebenen Umständen nicht mehr unterschreiben zu wollen. Es wurde der Aufsichtsratsvorsitzende Weninger kontaktiert, der unlimitierte und unbefristete Garantien durch den ÖGB für das Flöttl/Karibik-Obligo beibrachte. Die Wirtschaftstreuhandfirma KPMG Austria erteilte auf Basis der ÖGB-Garantien einen uneingeschränkten Bestätigungsvermerk für die Bilanz 2000 und später auch für die Bilanzen der Folgejahre. Der damalige ÖGB-Präsident Fritz Verzetnitsch genehmigte die Garantie, ohne die hierfür zuständigen Organe (Aufsichtsrat der BAWAG bzw. Präsidium des ÖGB) zu informieren, geschweige denn deren Zustimmung einzuholen und verwendete dazu als Besicherung praktisch auch den sogenannten Streikfonds des ÖGB, der aus den Beiträgen der Gewerkschaftsmitglieder gespeist wurde.
Auf einer Pressekonferenz am 24. März 2006 bestätigte der BAWAG-Aufsichtsratsvorsitzende Günter Weninger diese Vorgangsweise und kündigte gleichzeitig seinen Rücktritt von den Funktionen in der BAWAG und im ÖGB an. Am 27. März 2006 führte die Affäre zum Rücktritt des ÖGB-Präsidenten Fritz Verzetnitsch.
Es bestand die Absicht, diese Verluste über mehrere Jahre bilanzschonend abzuschreiben. Unter anderem durch das gute Eigenkapital der übernommenen P.S.K. und durch Aufwertung der Buchwerte von umgegründeten Beteiligungsfirmen (z. B. Lotterie) konnte die Bank die Verlustpositionen aus den „Karibik-Geschäften“ langsam reduzieren. Die von Politikern, die der BAWAG politisch nahestanden, sofort nach dem Bekanntwerden der Verluste im Jahre 2006 verkündete Botschaft „Inzwischen ist alles wieder gut gemacht“ sollte sich in der Folge als voreilig herausstellen. Ausreichende Eigenmittel konnte die BAWAG erst nach der Verschmelzung mit der P.S.K. (die von 2001 bis 2005 eine Tochtergesellschaft der BAWAG war) darstellen. Entscheidend dafür war aber, dass die „alte“ BAWAG im Zuge der Schaffung der „BAWAG-P.S.K.“ (Verschmelzung der BAWAG mit der P.S.K. im Jahr 2005) als leere Hülle zurückgeblieben und auf Anteilsverwaltung BAWAG-P.S.K. AG (AVB) umfirmiert wurde. Sie wurde zu einer Finanzholding, über welche der ÖGB seine Anteile an der BAWAG hält. Dabei wurde vom damaligen BAWAG-Management beschlossen, so viele Eigenmittel wie möglich von der Mutterholding AVB in die operativ tätige Bank zu transferieren. So kamen schließlich die 1,531 Milliarden Euro Schulden des ÖGB bei der AVB zustande, die erst im Juni 2006 der Öffentlichkeit bekannt wurden. ÖGB-Präsident Rudolf Hundstorfer, der im September 2005 die Verschmelzungsverträge in Vertretung des damaligen ÖGB-Präsidenten abgesegnet hatte, hatte nach eigener Aussage damals keine Ahnung über diese Transaktion, die letztendlich für den ÖGB weit reichende Folgen hat.
Durch einen Bericht des Nachrichtenmagazins Profil wurde Anfang Juli 2006 bekannt, dass sowohl die österreichische Finanzmarktaufsicht als auch die Nationalbank bereits 2001 – mit dem OeNB-Prüfbericht vom 27. April 2001 – über Milliardenkredite der BAWAG an drei liechtensteinische Stiftungen und über die Geschäftsbeziehungen zu Wolfgang Flöttl ausführlich informiert war. Gegenüber den Medien weisen Vertreter der Nationalbank und der inzwischen pensionierte damalige Bankenaufseher die Verantwortung dafür, dass auf den Bericht nicht reagiert wurde, der jeweils anderen Institution zu.

## Bundeshaftung
Am Nachmittag des 1. Mai 2006 gab der ÖGB eine schriftliche und unbegrenzte Garantie für die BAWAG ab; in der Nacht zum 2. Mai 2006 beschloss die Regierung unter Bundeskanzler Wolfgang Schüssel eine bis 1. Juli 2007 befristete Bundesgarantie in der Höhe von maximal 900 Millionen Euro für die BAWAG. Die vier großen österreichischen Banken (BA-CA, Erste Bank, Raiffeisen Zentralbank und Österreichische Volksbanken AG) und Versicherungen, unter anderen die Wiener Städtische und UNIQA, stellten 450 Millionen Euro über eine Sonderfinanzierungskonstruktion als Eigenkapital zur Verfügung.
Am 8. Mai wurde im Nationalrat einstimmig beschlossen, dass der Bund die Haftung bis zu einer Höhe von 900 Millionen Euro übernimmt. Im Gegenzug mussten die BAWAG und der ÖGB ihren 20-prozentigen Anteil an der österreichischen Nationalbank an die Republik abtreten. Anfänglichen Ängsten der SPÖ, dass die Haftung erst nach einem Konkurs der Gewerkschaft schlagend wird, wurde mit dem Zusatz im Gesetz Rechnung getragen, in dem festgelegt ist, dass die Gewerkschaft so lange selbst haften muss, so lange sie noch selbst bilanzieren kann.
Bei der Erstellung der Bilanz 2005 wurden die den Refco-Gläubigern zugesagten Zahlungen und die Abschreibung des im Oktober 2005 gewährten Refco-Kredites berücksichtigt, das sind zusammen rund 1 Milliarde Euro. Die BAWAG wäre nicht mehr in der Lage gewesen, ohne Hilfe von außen die gesetzlich vorgeschriebene Solvabilität darzustellen.
Die Ausfallhaftung der Republik Österreich für eine Bank, die eine Parallele zur bis dahin einzigen Haftung bei der Bodencreditanstalt im Jahr 1929 aufweist, wurde auch von der Europäischen Kommission untersucht und genehmigt. Die Genehmigung war mit der Auflage verbunden, dass die Bank ihren Umstrukturierungsplan umsetzt und Ausgleichsmaßnahmen durchführt.
Nach dem Verkauf der BAWAG an Cerberus Capital Management für die Summe von 3,2 Milliarden Euro war sichergestellt, dass die Bundeshaftung nicht schlagend wird.

## Folgen

### BAWAG-Verkauf
siehe BAWAG_P.S.K.#BAWAG-Verkauf

### Politische Auswirkungen
Der Skandal und seine Ausweitung ziehen Diskussionen über die wirtschaftliche und soziale Kompetenz des Eigentümers ÖGB und die Wirksamkeit der Finanzmarktaufsicht als zuständige Kontrollinstanz nach sich. Eine weitere Folge sind parteipolitische Auseinandersetzungen vor allem in Hinsicht auf den im Herbst 2006 folgenden Nationalratswahlkampf, in deren Zuge einerseits die Sozialdemokratische Partei Österreichs als die dem ÖGB politisch nächststehende Partei und andererseits die Regierungsparteien als die für die Aufsichtsbehörde politisch verantwortlichen Kräfte für den Skandal und seine Ausweitung verantwortlich gemacht werden. Dem zu diesem Zeitpunkt amtierenden Finanzminister und der ÖVP nahestehenden Karl-Heinz Grasser wurde ebenfalls von verschiedenen Seiten vorgeworfen, bereits im Jahre 2001 von den Zuständen in der BAWAG gewusst, aus politischem Kalkül heraus jedoch nicht reagiert zu haben. Dieser Vorwurf wurde weder bewiesen noch widerlegt und ging im allgemeinen Trubel der Wahlkampfmonate unter.
Am 28. April 2006 gab der Österreichische Gewerkschaftsbund bekannt, dass nicht nur die BAWAG, sondern auch der ÖGB durch einen nicht autorisierten Alleingang weniger Funktionäre mit der Firma Refco über liechtensteinische Tochterfirmen in geschäftlicher Verbindung gestanden ist. Die BAWAG hatte über eine von der ÖGB-Vermögensverwaltung gegründete Stiftung in Liechtenstein sowie über eine US-Firma Kredite an Refco vergeben und im Gegenzug Aktien in der Größenordnung von rund 27 Prozent als Sicherstellung erhalten.
Dies erschien vor allem deshalb bemerkenswert, weil Spitzenfunktionäre der sozialdemokratischen Gewerkschaftsfraktion und der Sozialdemokratischen Partei oftmals in der Öffentlichkeit als erklärte Gegner derartiger Finanzgeschäfte aufgetreten sind und Firmen wie Hedgefonds, Derivatehändler, Warentermin-Broker etc. als Heuschrecken bezeichnet haben. Umso mehr war die Öffentlichkeit überrascht, dass die BAWAG mit der Derivate-Händlerfirma Refco so intensive geschäftliche Verbindungen hatte.

## Juristische Aufarbeitung

### Ermittlungen
Am 28. März 2006 leitete der Staatsanwalt Vorerhebungen ein. Am 25. Oktober 2006 brachte die Staatsanwaltschaft die BAWAG-Anklage bei Gericht ein. Die Staatsanwaltschaft warf den ehemaligen BAWAG-Generaldirektoren Helmut Elsner (71) und Johann Zwettler (65), dem früheren BAWAG-Aufsichtsratspräsidenten und ÖGB-Finanzchef Günter Weninger (66), dem Investmentbanker Wolfgang Flöttl (51) und fünf weiteren Mitangeklagten in abgestufter Form und teilweise als Beitragstäter Untreue, schweren Betrug und Bilanzfälschung vor.
Den Gesamtschaden beziffert die Anklage mit 1,5 Mrd. Euro. Der Strafrahmen beträgt im Falle einer Verurteilung bis zu zehn Jahre Haft. Laut Anklage war die BAWAG „bei redlicher Betrachtungsweise“ Ende 2000 zahlungsunfähig. Am 16. Februar 2007 wurde bekannt, dass sich Helmut Elsner einer dringend notwendigen Herzoperation unterziehen musste, was den Prozessbeginn auf Juli 2007 verzögerte.
Kurz vor Prozessbeginn Mitte Juli 2007 wurde Staatsanwalt Ronald Schön, der neben Staatsanwalt Georg Krakow für diesen Prozess zuständig gewesen wäre, abgesetzt. Als Gründe wurden „zu enge private und geschäftliche Verbindungen mit dem Strafverteidiger des Angeklagten Flöttl“ genannt. Auch soll er bei einem Scheidungsfall zu Gunsten dieses Rechtsanwaltes interveniert haben.

### Erster BAWAG-Prozess
Am Montag, dem 16. Juli 2007 um 9:15 Uhr begann im Wiener Landesgericht unter großem Medieninteresse der mit Spannung erwartete BAWAG-Prozess.
Neun Personen waren angeklagt, die ehemalige Gewerkschaftsbank BAWAG durch Untreue in abgestufter Form und Bilanzfälschung in einer Höhe von bis zu 1,44 Mrd. Euro geschädigt zu haben. Der gesamte Verlust, einschließlich der Kosten der Refco-Pleite, der den Österreichischen Gewerkschaftsbund zum Verkauf der Bank gezwungen hatte, war mehr als doppelt so hoch. Ein schuldhaftes bzw. verbrecherisches Verhalten der Angeklagten wird vom Gericht nur bis zu maximal 1,44 Mrd. Euro vermutet. Neun Personen, davon sieben ehemalige BAWAG-Spitzenmanager, saßen auf der Anklagebank. Der prominenteste davon war der ehemalige BAWAG-Generaldirektor Helmut Elsner.
Am Freitag, dem 4. Juli 2008 wurden alle neun Angeklagten schuldig gesprochen und zu teilweise unbedingten Haftstrafen verurteilt:
- Helmut Elsner, Generaldirektor: 9,5 Jahre Haft, 6 Mio. Euro Schadenersatz
- Wolfgang Flöttl, Investmentbanker: 2,5 Jahre Haft (davon 20 Monate bedingt)
- Johann Zwettler, Generaldirektor: 5 Jahre Haft
- Peter Nakowitz, Generalsekretär: 4 Jahre Haft
- Christian Büttner, 1,5 Jahre Haft (bedingt)
- Günter Weninger, Aufsichtsratspräsident: 2,5 Jahre Haft (davon 2 Jahre bedingt)
- Hubert Kreuch, Mitglied des Vorstands: 3,5 Jahre
- Robert Reiter, Wirtschaftsprüfer: 3 Jahre (davon 2 Jahre bedingt)
- Josef Leo Schwarzecker, Mitglied des Vorstands: 3,5 Jahre

Alle neun Angeklagten wurden wegen Untreue bzw. Beihilfe dazu schuldig gesprochen, alle Beschuldigten außer Flöttl auch wegen Bilanzfälschung. Elsner ist auch wegen schweren Betrugs im Zusammenhang mit seiner Pensionsabfindung von 6,8 Mio. Euro verurteilt worden, die er an die BAWAG zurückzahlen muss. Laut Urteil hat er der BAWAG einen Schaden von 1,72 Mrd. Euro verursacht.
Die Angeklagten, außer Büttner, wurden zudem zu ungeteilter Hand zur Schadens-Wiedergutmachung in Höhe von rund 67,6 Mio. Euro verurteilt. Helmut Elsner, Johann Zwettler, Wolfgang Flöttl und Peter Nakowitz wurden zur Zahlung von zusätzlich rund 8,6 Mio. Euro verurteilt.
Alle Verurteilten legten gegen die noch nicht rechtskräftigen Urteile Rechtsmittel ein.

### Zweite Instanz
Nachdem die Generalprokuratur am 19. Oktober 2010 schwere Mängel bei den erstinstanzlichen Urteilen gegen Ex-BAWAG-Chef Elsner und weitere Ex-BAWAG-Manager festgestellt hatte, verkündete der Oberste Gerichtshof am 23. Dezember 2010, dass er der Nichtigkeitsbeschwerde des ehemaligen Bawag-Generaldirektors Helmut Elsner gegen seine erstinstanzliche Verurteilung teilweise stattgegeben hat. Dennoch wurde Elsner gleichzeitig zu einer insgesamt zehnjährigen Freiheitsstrafe verurteilt, was der gesetzlich vorgesehenen Höchststrafe entspricht.
Die vom Erstgericht über Elsners Nachfolger Johann Zwettler verhängte Freiheitsstrafe wurde vom Höchstgericht bestätigt. Die Urteile gegen Wolfgang Flöttl, die früheren Bawag-Vorstände Christian Büttner, Josef Schwarzecker und Hubert Kreuch sowie gegen den Wirtschaftsprüfer Robert Reiter und Peter Nakowitz hat der OGH zur Gänze aufgehoben. Die Fälle wurden an das Erstgericht zurückverwiesen und müssen neu verhandelt werden. Das Urteil gegen Ex-Bawag-Aufsichtsratschef Günter Weninger wurde großteils aufgehoben.
In der Folge geriet die damalige Richterin Claudia Bandion-Ortner, die zur Zeit der Beurteilung durch den OGH das Amt der Justizministerin ausübte, in die Kritik vor allem der Opposition, aber auch der mitregierenden SPÖ. Sie fertigte das Urteil zu einer Zeit aus, als sie schon für das neue Amt durch die ÖVP designiert war.

### Zweiter BAWAG-Prozess
Der zweite BAWAG-Prozess am Wiener Landesgericht begann am 25. April 2012 vor einem Schöffensenat unter der Leitung von Richter Christian Böhm.
Peter Nakowitz wurde bereits kurz nach Prozessbeginn vom Vorwurf der Untreue freigesprochen, allerdings in 2 weiteren Anklagepunkte für schuldig befunden und zu einer Haftstrafe von 3 Jahren, davon 2 Jahre bedingt, verurteilt. Die Strafe wurde später vom Oberlandesgericht Wien aus generalpräventiven Erwägungen in 3 Jahre unbedingte Haftstrafe umgewandelt.
Der Prozess endete schließlich am 18. Dezember 2012 mit 5 Freisprüchen für Wolfgang Flöttl, Hubert Kreuch, Josef Schwarzecker, Christian Büttner und Robert Reiter. Günter Weninger wurde wegen Bilanzdelikten beim ÖGB zu einer bedingten Haftstrafe von einem Monat verurteilt. Am 15. Mai 2013 wurde schließlich bekanntgegeben, dass die Staatsanwaltschaft auf weitere Rechtsmittel verzichtete, wodurch die Freisprüche rechtskräftig wurden. Die Schuldfrage Elsners und Zwettlers, und somit auch ihre Verurteilung, waren bereits nach dem ersten Prozess durch den OGH bestätigt worden und erlangten somit Rechtskraft.
Die juristische Aufarbeitung der BAWAG-Affäre ist somit nach knapp 6 Jahren beendet, die Richtersprüche kurz zusammengefasst:
- Helmut Elsner: 10 Jahre Haft
- Johann Zwettler: 5 Jahre Haft
- Peter Nakowitz: 3 Jahre Haft
- Wolfgang Flöttl: Freispruch
- Christian Büttner: Freispruch
- Günter Weninger: 1 Monat Haft (bedingt)
- Hubert Kreuch: Freispruch
- Robert Reiter: Freispruch
- Josef Schwarzecker: Freispruch

### Kritik
In den Medien wurde kritisiert, dass im Rahmen der BAWAG-Prozesse kein ernsthafter Versuch gemacht wurde, den Verbleib der angeblich vollständig verspekulierten 1,4 Milliarden Euro zu klären. Die Tageszeitung Die Presse sprach in diesem Zusammenhang von einem „politischen Schweigekartell“.

## Antrag Wiederaufnahme des Verfahrens und Paradise Papers
Im Februar 2015 stellte Helmut Elsner gemeinsam mit seinem Anwalt Andreas Stranzinger einen Wiederaufnahmeantrag des Verfahrens. Elsner beschuldigte Wolfgang Flöttl des Betrugs. Dieser solle zur Rechenschaft gezogen werden und sein eigenes Urteil wegen Untreue neu verhandelt werden. Helmut Elsner warf Flöttl vor, mindestens eine Milliarde Euro gestohlen zu haben. Der Antrag wurde im Dezember 2016 abgewiesen, woraufhin Elsners Anwalt eine Beschwerde an das Oberlandesgericht Wien einreichte, das nun darüber entscheiden sollte. Aufgrund der Paradise Papers wurde publik, dass auf der Insel Aruba binnen eines Monats im Jahr 1990 sieben Firmen gegründet wurden und Flöttl bei all diesen als Direktor fungierte. Er hielt diese Gesellschaften bis 1999 und löste sie im Jahr 2000 auf. Die Gesellschaften hätten laut Anwalt Andreas Stranzinger während des Verfahrens offengelegt werden müssen. Es habe sich die Frage gestellt, ob Flöttl noch über ein Vermögen verfügte, um die Verluste auszugleichen, die bei den Geschäften entstanden sind. Laut Stranzinger sei nun ein neuer Ermittlungsansatz der Strafverfolgungsbehörden da. Christian Pilnacek, der Leiter der Strafrechtssektion im Justizministerium, kritisierte im November 2017 die Staatsanwaltschaft Wien: „Rückblickend gesehen wurde die ganze Geschichte falsch verfolgt, das ist nicht gerade erfreulich.“ Aber Flöttl habe sich auch „nicht ungeschickt angestellt.“

## Trivia
Das Wort Penthouse-Sozialismus wurde zum Wort des Jahres 2006 gekürt.